# Lipaphis erysimi
Puceron du navet, Faux puceron du chou
Espèce
Synonymes
- Aphis erysimi Kaltenbach, 1843[2]
- Lipaphis pseudobrassicae (Davis, 1914)[1]

Lipaphis erysimi, qui a pour nom commun Puceron du navet ou Faux puceron du chou, est une espèce de puceron de la famille des Aphididae.

## Description
La femelle sans ailes est vert pâle ou vert blanchâtre avec deux rangées de bandes sombres sur le thorax et l'abdomen qui s'unissent en une seule bande près de l'extrémité de l'abdomen. Les antennes sont foncées, les pattes sont pâles avec des articulations foncées et les cornicules sont pâles avec des pointes foncées. Le corps est légèrement saupoudré d'une poudre blanche. Il mesure entre 1,4 et 2,4 mm de longueur.
La femelle ailée est de taille similaire et a une tête et un thorax noirs et un abdomen vert pâle avec des bandes noires près de la pointe et des taches noires sur les côtés. Les antennes et les pattes sont sombres et les cornicules sont noires à la base et jaunâtres vers les extrémités.
Des mâles sans ailes ont parfois été observés ; ceux-ci sont plus petits que les femelles et de couleur vert olive à brunâtre.

## Répartition
À l'origine une espèce européenne, le puceron du navet se trouve maintenant dans la plupart des régions du monde, dans les régions tropicales et tempérées.

## Reproduction
Le puceron du navet est presque entièrement vivipare, bien que des œufs aient parfois été observés. Il est extrêmement prolifique et dans des endroits chauds comme le Texas, un maximum de trente-cinq générations par an ont été enregistrées. Les femelles sans ailes produisent jusqu'à six petits par jour sur une période de vingt à quarante jours, soit un total de quatre-vingts à cent jeunes. Les femelles ailées sont capables de se disperser vers d'autres plantes, mais produisent moins de progéniture.

## Parasitologie
L'insecte est un parasite des plantes Arabidopsis arenosa, Arabis, Barbarea vulgaris, Biscutella valentina (es), Brassica napus, Brassica nigra, Brassica oleracea, Cakile, Capsella bursa-pastoris, Cardamine hirsuta, Cardamine flexuosa, Diplotaxis erucoides, Erysimum cheiranthoides, Erysimum crepidifolium, Hirschfeldia incana, Iberis, Isatis, Lepidium campestre, Lepidium draba, Matthiola incana, Nasturtium officinale, Noccaea brachypetala, Raphanus raphanistrum, Raphanus sativus, Rapistrum rugosum, Rorippa, Sinapis alba, Sinapis arvensis, Sisymbrium officinale, Thlaspi arvense.
Lipaphis erysimi est un vecteur de phytovirus comme le radish mosaic virus, le virus de la mosaïque du chou-fleur ou le turnip mosaic virus.